# خانه رجبعلی هوائی
خانه رجبعلی هوائی خانکهدانی مربوط به دوره قاجار است و در شیراز، خیابان احمدی ـ کوچه خانقاه احمدی واقع شده و این اثر در تاریخ ۱۸ مهر ۱۳۵۶ با شمارهٔ ثبت ۱۵۶۳ به‌عنوان یکی از آثار ملی ایران به ثبت رسیده است.